# Proposizione strumentale
La proposizione strumentale è una proposizione subordinata che indica il mezzo con il quale si realizza l'azione espressa nella proposizione reggente.
La proposizione strumentale è nella maggior parte dei casi in forma implicita. Il verbo è al gerundio o all'infinito preceduto dall'articolo e retto da con o introdotto da locuzioni come: a furia di, a forza di...:        
- Viaggiando, si conosce il mondo
- Con il viaggiare, si conosce il mondo

Raramente si può trovare anche in forma esplicita, introdotta dal se, assumendo tuttavia una sfumatura condizionale e quindi difficilmente distinguibile da un periodo ipotetico:
- Rischi di rovinare le spezie setacciandole così (forma impl.)
- Rischi di rovinare le spezie se le setacci così (forma espl.)